# Tempeh

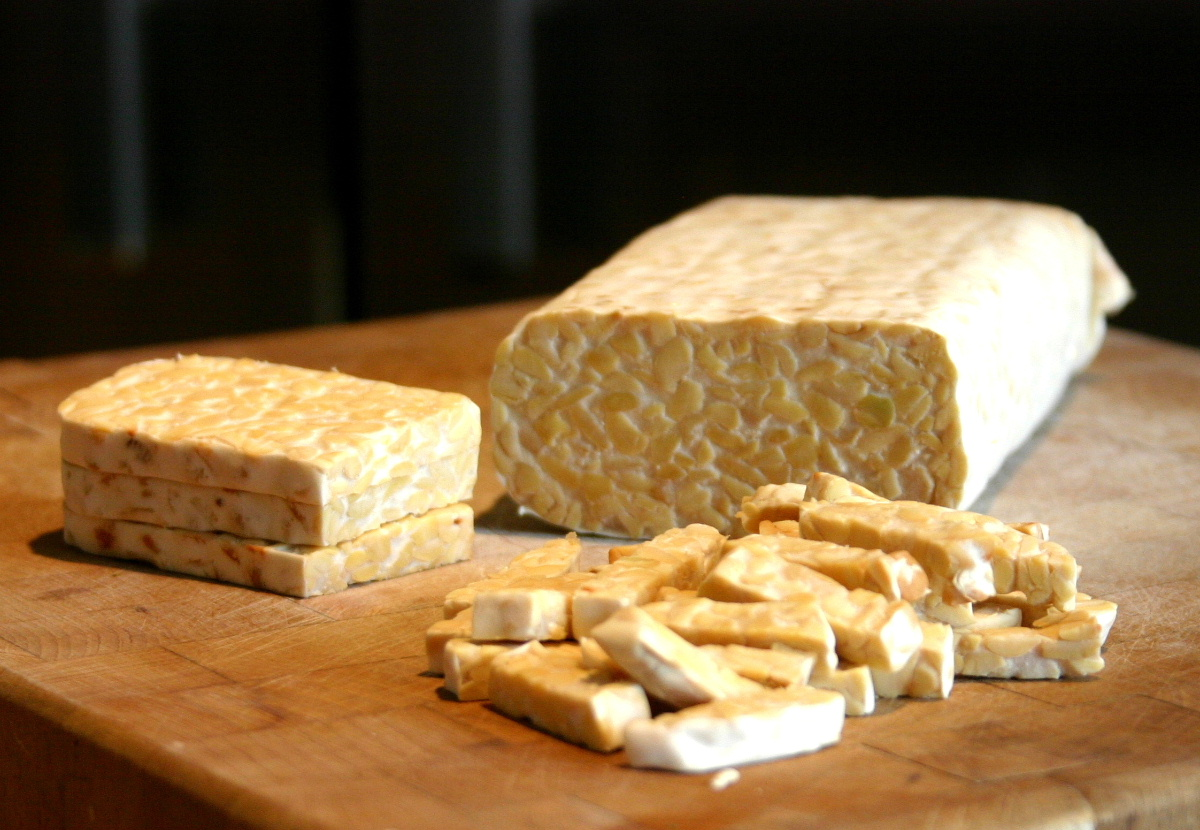
Pokrojony tempeh

Tempeh – tradycyjny składnik kuchni indonezyjskiej wytwarzany z ziaren soi poddawanych procesowi fermentacji. Ze względu na wysokie wartości odżywcze, a także charakterystyczną teksturę i smak, jest współcześnie szeroko stosowany w kuchni wegańskiej i wegetariańskiej jako zamiennik mięsa oraz nabiału.

## Historia
Wytwarzanie tempehu zostało zapoczątkowane na terenie dzisiejszej Indonezji, prawdopodobnie na wyspie Jawa. Pierwszą informację w źródle pisanym dotyczącą tempehu można znaleźć w dziele opisującym kulturę jawajską Serat Centhini z 1815 roku.

## Wytwarzanie
Przygotowywanie tempehu rozpoczyna się od namoczenia ziaren soi. Następnie gotuje się je z dodatkiem substancji zakwaszającej (najczęściej jest to ocet), dzięki czemu stwarza się warunki korzystne do wzrostu odpowiednich grzybów. Po odcedzeniu i ostudzeniu ugotowanych ziaren dodaje się do nich starter zawierający zarodniki Rhizopus oligosporus (grzyba z rzędu pleśniakowców) i inkubuje 24–36 godzin w temperaturze 30–42 °C.

## Wartości odżywcze
Podobnie jak inne produkty ze sfermentowanej soi, tempeh zawiera znacząco mniej oligosacharydów oraz kwasu fitowego w porównaniu do niefermentowanych produktów sojowych, dzięki czemu jest od nich lepiej strawny, a zawarte w nim składniki odżywcze są lepiej przyswajalne.
Tempeh odznacza się wysoką zawartością białka, żelaza oraz witamin z grupy B.

Pomimo tego że udokumentowano obecność witaminy B12 w tempehu, nie jest on wiarygodnym i pewnym źródłem tej witaminy, ponieważ jej zawartość waha się w bardzo szerokim zakresie w zależności od warunków, w jakich tempeh jest wytwarzany. Jest to związane z tym, że za syntezę wit. B12 podczas fermentacji ziaren soi odpowiadają szczepy bakterii niewchodzące w skład starterów, ale dostające się do produktu w wyniku zanieczyszczenia. Nie jest to więc proces kontrolowany, a w warunkach sterylnych może w ogóle nie zachodzić.